# Southfleet
Southfleet è un villaggio e parrocchia civile dell'Inghilterra, appartenente alla contea del Kent.